# Classic Haribo 2001
La Classic Haribo 2001, ottava edizione della corsa, si disputò il 25 febbraio 2001 su un percorso di 203 km tra Uzès e Marsiglia. Fu vinta dal belga Hans De Clercq, che terminò in 4h34'40". La gara era classificata di categoria 1.3 nel calendario dell'UCI, e valida per la Coppa di Francia 2001.

## Ordine d'arrivo (Top 10)
| Pos. | Corridore            | Squadra       | Tempo    |
| ---- | -------------------- | ------------- | -------- |
| 1    | Hans De Clercq       | Lotto-Adecco  | 4h34'40" |
| 2    | Eddy Seigneur        | Jean Delatour | a 7"     |
| 3    | Paul Van Hyfte       | Lotto-Adecco  | a 37"    |
| 4    | Christophe Agnolutto | AG2R Prév.    | s.t.     |
| 5    | Michele Bartoli      | Mapei         | s.t.     |
| 6    | Ralf Grabsch         | Deutsche Tel. | s.t.     |
| 7    | Maximilian Sciandri  | Lampre        | a 1'51"  |
| 8    | Fabrizio Guidi       | Mercury       | a 1'54"  |
| 9    | Daniele Nardello     | Mapei         | s.t.     |
| 10   | Guido Trenti         | Cantina Tollo | s.t.     |